# マネー・マーケット・ファンド
マネー・マーケット・ファンド（英: Money Market Fund、MMF）は、金融商品の1つで、主に債券を組み入れ資産とするミューチュアル・ファンド。米国のマネー・マーケット・ファンドは、1940年投資会社法に基づき、米国証券取引委員会（SEC）により規制されており、同法の規則2a-7は、マネー・マーケット・ファンドによる投資の質、成熟度、多様性を制限している。この法律では、マネーファンドは主に13ヶ月未満で満期を迎える最高ランクの債券を購入することになっていて、ポートフォリオは加重平均満期（WAM）を60日以下に維持し、政府証券とレポ取引契約を除き、1つの発行体に5％以上投資してはならないとしている。

## 歴史
1971年、ブルース・ベント、ハリー･ブラウンの2人が最初のマネー・マーケット・ファンドを設立した。 リザーブファンドと名付けられたこのファンドは、小さな収益率であっても現金を保全できることに関心を持つ投資家に、米国の公社債を証券化して提供された。まもなく、いくつかのファンドが設立され、市場はその後数年間で大きく成長した。マネー・マーケット・ファンドは、それまであまり活用されていなかった投資信託全般を普及させたと言われている。
米国におけるマネー・マーケット・ファンドは、当時、要求払預金口座に利息をつけることを禁止し、他の種類の銀行口座の金利を5.25%に制限していたレギュレーションQの制限を解決するために生まれた。このように、マネー・マーケット・ファンドは、銀行口座に代わるものとして誕生した。

### 預金との競争
1973年のオイルショックでインフレーションが進み、銀行預金の実質的価値がいっそう目減りした。1974年2月、ドレフュス商会（1994年にメロン・フィナンシャルと合併）のハワード・スタインがノーロードのMMF（Dreyfus Liquid Asset Fund）を開発した。年内に7億ドルを売上げ、全米の投信会社が模倣するようになった。こうしたMMFは銀行預金よりも利回りが良かったが、MMFで集めた資金は大口の譲渡性預金を購入しやすい金利のメガバンクへ向かった。ポール・ボルカーはその開発力を称えつつ、しかし銀行を淘汰する性質に対して斬新なら良いわけではないと苦言を呈した。ノーロード化に躊躇するフィデリティ・インベストメンツなどは、証券総合口座（Cash Management　Account、CMA）を設定しMMF運用資金を株式購入に充てられるようにしたり、当座預金として使えるよう小切手を振り出せるようにしたりした。業界の動向は1970年代に起こったMMFへの大量資金流入の要因となった。
そこで銀行側が政治に圧力をかけた。1978年6月MMC（市場金利連動型預金）の設定を解禁させた。1万ドル以上の定期預金についても預金金利規制が緩和された。小口預金の預金流出は止まらなかった。1980年預金金融機関規制緩和・通貨管理法（Depository Institutions Deregulation and Monetary Control Act）が6年以内の預金金利の上限規制の廃止を決定し、自由金利の利付き決済性預金としてNOW勘定（NOW account）を全米レベルで認可した。1982年預金金融機関法（Garn–St. Germain Depository Institutions Act）の成立を受けて、市場金利連動型普通預金（MMDA）が解禁された。
欧州のマネー・マーケット・ファンドは、米国や日本に比べ、常に投資資金の水準がかなり低いものであった。EUの規制は、常に投資家が短期的な預金にマネー・マーケット・ファンドではなく、銀行を利用することを奨励してきた。

## 額面割れ
マネー・マーケット・ファンドは、1株あたりの純資産価値（NAV）（米国では通常1ドル）を安定して1ドルに保つことを目指す。純資産価値が1ドルを下回った場合、そのファンドは「額面割れ」（break the buck）したといわれる。SECに登録されたマネーファンドの場合、純資産価値を一律1ドルに維持することは、通常、1940年投資会社法の規則2a-7の規定に基づき、一定の条件を維持することを条件に、ファンドの投資を時価ではなく償却原価で評価することを認めている。そのような条件の1つに、ファンドの投資対象の市場価値を使用した基準価額のサイドテスト計算があります。ファンドが公表している償却原価は、この市場価値を1株当たり1/2セント以上上回ってはならず、この比較は通常毎週行われる。変動幅が1株当たり0.005ドルを超えた場合、ファンドが額面割れしたとみなされ、規制当局が強制的に清算する可能性がある。
額面割れが起こることはほとんどなく、2008年の金融危機までマネーファンドの37年の歴史の中で、額面割れしたファンドは3つだけであった。

### 額面割れの最初の事例
最初に額面割れしたマネーマーケット投資信託は、1978年のFirst Multifund for Daily Income（FMDI）で、清算して基準価額を1株当たり94セントに戻した。清算時にポートフォリオに含まれる証券の平均満期が2年を超えていたため、FMDIは厳密にはマネーマーケット・ファンドではなかったという主張がなされている.。しかし、投資者にはFMDIが「短期（30～90日）のマネーマーケット債務にのみ」投資すると通知されていた。さらに、マネーマーケット・ファンドが投資できる満期を制限する規則、1940年投資会社法の規則2a-7が公布されたのは1983年であった。この規則が制定される以前は、ミューチュアル・ファンドは、FMDIが行ったように、マネー・マーケット・ファンドであることを示す以外にはほとんど何もする必要がなかった。FMDIは、より高い利回りを求めて、満期の長い証券を購入するようになり、金利の上昇によりポートフォリオの価値に悪影響を及ぼした。増加する償還金に対応するため、ファンドは3％の損失で譲渡性預金を売却せざるを得なくなり、基準価額の再計算が行われ、マネーマーケット・ファンドが額面割れした最初の事例となった。

### 1994年
1994年、「コミュニティー・バンカーズ（The Community Bankers US Government Fund）」が額面割れし、額面1ドル当たり96セントを投資家に返還した。これはマネー・マーケット・ファンドの23年間の歴史で2番目のことである。このファンドは資産の相当割合を変動金利債券（ユーロ債）に投資していたが、金利が上昇するにつれて、これらの債券の価値が低下したため額面割れが生じたのである。このファンドは機関投資家向けに設定されていたため、個人投資家は直接影響を受けなかった。

### 2001年
1990年代、日本の銀行金利はゼロに近い状態が長く続いた。このような低金利の銀行預金から、より高い利回りを求めて、投資家は短期預金としてマネー・マーケット・ファンドを利用するようになった。しかし、2001年、日本のいくつかのファンドが投資していたエンロンの破綻により、いくつかのマネー・マーケット・ファンドが安定した価値を下回り、投資家は政府保証の銀行口座に逃げ込んだ。それ以来、マネー・マーケット・ファンドの総価値は低いままである。

### 2008年
マネー・マーケット・ファンドは、世界金融危機 (2007年-2010年)までの間、ホールセール・マネー市場にとってますます重要な存在となった。資産担保証券の購入や外国銀行の米国建て短期債務の大規模な資金調達により、同ファンドは市場で極めて重要な位置を占めるようになった。
2008年9月15日から2008年9月19日の週は、マネーファンドにとって非常に乱高下し、金融市場が消失する重要な部分となった。銀行へ預金するような感覚で保有されていたが、世界金融危機で額面割れした。
2008年9月16日リーマン・ブラザーズ証券の破綻を受けてリザーブ・プライマリー・ファンドが額面割れし、価格は額面1ドル当たり97セントとなった。MMFには投資家からの大量の解約が殺到し、パワー・コーポレーション傘下のパトナム・インベストメンツのMMFも大量の解約を理由に閉鎖された。
リテールファンドには40億ドルの資金流入があり、全ファンドからの資金流出は1690億ドル、3兆4千億ドル（5%）であった。これに対し、2008年9月19日（金）、米国財務省は、「プログラムへの参加費用を支払う公募適格マネーマーケット投資信託（小売・機関投資家を問わず）の保有資産を保証する」オプションプログラムを発表した。この保険は対象となるファンドが破たんした場合、基準価額1ドルにまで回復することを保証した。このプログラムは預金類似の保有資産に保険をかけ銀行への駆け込みを防止しようとする点でFDICと類似していた。保証は財務省の為替安定化基金の資産によって最大500億ドルまで裏付けられた。このプログラムは2008年9月19日以前にファンドに投資された資産のみを対象としており、例えばその後の市場暴落時に株式を売却し、マネーファンドに資産を預けていた人たちはリスクを抱えていた。この制度は直ちにシステムを安定させ、資金流出を食い止めたが、独立コミュニティ銀行協会や米国銀行協会などの銀行団体からは、銀行預金から資金が流出し、新たに保証されたマネーファンドが高い利回りと保険を兼ねていることから、これらのファンドが流出すると予想して批判を受けた。保証制度は、損失を出すことなく2009年9月18日に終わり、参加費から12億ドルの収益を上げている。

### 世界金融危機の教訓
世界金融危機はMMFというシャドー・バンキング・システムに教訓を残した。
この危機は、最終的に2008年の緊急経済安定化法のきっかけとなったが、ほとんどマネーファンドの暴走に発展した。償還によってコマーシャルペーパーの需要が低下し、企業の短期債務のロールオーバーができなくなり、深刻な流動性危機を引き起こす恐れがあった。もし企業が満期になった債務を返済するために新しい債務を発行できず、それを返すための手持ち資金もなければ、債務不履行に陥り、破産申請をしなければならないかもしれない。このため、大恐慌のような大規模な倒産、債務デフレスパイラル、実体経済への深刻なダメージが懸念された。
需要の落ち込みは「バイヤーズ・ストライキ」となり、マネーファンドは（償還を恐れて）コマーシャルペーパーを買うことができず、利回りは前週の約2％から8％へと大幅に上昇し、ファンドは国債に資金を回し、利回りは0％に近づいた。これは、満期の不一致という意味での取り付け騒ぎであり、マネーファンドは「仮想銀行」である。マネーファンドの資産は短期ではあるが、それでも通常数ヶ月の満期があり、投資家は債務の満期を待たずにいつでも償還を要求できる。したがって、突然の償還要求があった場合、資産は投売りで清算され、販売価格が下落する可能性がある。
2007年から2008年にかけては、資産担保型コマーシャルペーパーの需要が低下し、一部のストラクチャード投資ビークルが破綻する危機が発生した。その結果、準備基金は清算し、株主に1株当たり99.1セントを支払った。

### 2016年からの規制
リザーブ・プライマリー・ファンドなどのプライムMMFは信用リスクをとって、コマーシャル・ペーパー（CP）や譲渡性預金（CD）を購入し組み入れていた。2014年8月プライムMMFは、時価会計が適用されたり、解約が制限されたりするなど、規制されることが公表された。この規制は2016年10月から施行された。MMF運用会社がプライムMMFから政府債MMFに衣替えしたこともあって、同年の上半期に米国債の人気は加速した。レポ市場でCDとCPが取引されるほどの資金シフトが債券市場で起こり、外貨MMFの運用利回りは低下した。それで、低めの格付けにもかかわらず日本国債が市場から姿を消すようになった。

## 外貨MMF
日本において「外貨MMF」・「外貨建てMMF」として販売されている商品の「MMF」とは、この「マネー・マーケット・ファンド」を指す。外国投資信託の扱いとなっている。USドル・ユーロ・AUドル・CAドル・NZドル・UKポンドといった、先進国を中心に複数の通貨建てのものがあるが、近年は南アフリカランド・トルコリラといった、新興国の通貨建てのものも取り扱われている。
外貨預金と比べて利率や為替手数料、解約条件の面で概ね有利である。また、毎月一定額の積立が（ドル・コスト平均法）可能であるという利点がある。ただし外貨を直接引き出す事は出来ない。証券会社によっては、外貨MMFにおいた資金で直接（日本から見た）外国籍債券・外国籍投資信託を購入し、その売却資金や利金も外貨MMFに振り込める制度や、銀行の外貨預金などへ外貨のまま（無料ないしは有料で）送金できる制度を設けているところもある。このような円キャリー取引を売りにした外貨MMFは2006年から設定額を増やしていたが、ポジションが2007年2月末に解消されてゆき円高圧力となった。
なお、日本におけるマネー・マネージメント・ファンド(Money Management Fund)もMMFと略されるが、実際にはこれよりもマネー・リザーブ・ファンド（Money Reserve Fund、通称：MRF）の方がマネー・マーケット・ファンドに性質が近い。

## 統計情報提供事業
米国投資会社協会は、投資信託統計の一環として、マネーファンドに関する統計を毎週、業界統計の一環として、機関投資家とリテールファンドの両方について、総資産とネットフローを含めて報告している。また、ICIファクトブックで年次報告も行っている。
2011年末現在、632のマネー・マーケット・ファンドが運用されており、総資産は約2兆7000億米ドルであった。この2兆7000億ドルのうち、リテールのマネー・マーケット・ファンドの運用資産（AUM）は9400億ドルだった。機関投資家向けファンドの運用額は1兆7500億ドルであった。